# Dundenheim
Dundenheim ist ein Ortsteil von Neuried. Zu Dundenheim gehören das Dorf Dundenheim und das Gehöft Dundenheimer Mühle.

## Geographie
Dundenheim liegt in der Oberrheinischen Tiefebene unmittelbar am Rhein und damit nahe der deutsch-französischen Grenze, genau in der Mitte zwischen Kehl und Lahr, nur wenige Kilometer südlich von Straßburg, wenige Kilometer von Offenburg entfernt. Im Ortsteil liegen die Wüstungen Rode und Zellhof.

### Nachbargemeinden
Die Gemarkung Dundenheim grenzt im Norden an Müllen, im Osten an Schutterwald und Niederschopfheim, im Süden an Ichenheim und im Westen an Altenheim.

## Geschichte
Erstmals wurde Dundenheim 1289 urkundlich erwähnt, doch der Name Dundenheim taucht bereits 902 im Zusammenhang mit der Pfarrei Ichenheim-Dundenheim auf. 1106 wurde diese vom Papst als Pfarrei anerkannt. Laut päpstlicher Urkunde gehörte Dundenheim 1289 zum Kloster Gengenbach. 1302 gehörte es den Geroldseckern und 1428 gehörte „Thundenheym“ zum Bistum Straßburg. 1575 ging das Dorf an Baden-Baden. 1556 fand die Reformation Einzug im Dorf. 1629 ging Dundenheim nach der Teilung Baden-Nassau an die Herrschaft Mahlberg. 1677 wurde das ganze Dorf niedergebrannt. 1790 wurde die evangelische Dreifaltigkeitskirche gebaut. 1822 wurde die St. Johanneskirche errichtet. Am 1. Januar 1973 wurde Dundenheim mit den Gemeinden Ichenheim, Altenheim und Müllen zur Gemeinde Neuried zusammengeschlossen.

### Demographie
| Jahr | Einwohnerzahl |
| ---- | ------------- |
| 1805 | 518           |
| 1814 | 627           |
| 1939 | 1.106         |
| 1961 | 995           |
| 1970 | 1.012         |

## Politik
Dundenheim bildet im Sinne der baden-württembergischen Gemeindeordnung eine Ortschaft mit eigenem Ortschaftsrat und Ortsvorsteher als dessen Vorsitzender.

## Kultur und Sehenswürdigkeiten

### Bauwerke
- Kirche St. Johannes

Die katholische Kirche St. Johannes, 1823 bis 1824 errichtet, stammt von Hans Voß. Der ursprüngliche Hochaltar wurde 1880 durch ein Exemplar von Franz Josef Simmler ersetzt. Bereits 1860 hatte der örtliche Schreiber Markus Weißenegger einen Mutter-Gottes- und 1864 einen Josefsaltar für die Kirche gefertigt.

### Sport
In Dundenheim gibt es eine Fußballgolf-Anlage.

## Wirtschaft und Infrastruktur

### Bildung
In Dundenheim gibt es einen evangelischen Kindergarten. Bis 2018 gab es auch eine Grundschule, in welche aber seit dem Schuljahr 2014/15 keine Schüler mehr eingeschult wurden.

### Verkehr
Dundenheim wurde vom 1. April 1898 bis 1959 durch die Mittelbadische Eisenbahn bedient. Gegenwärtig gibt es keinen Anschluss an das deutsche Schienennetz mehr.
Dundenheim wird von der L 75 in Nord-Süd-Richtung durchquert.

## Persönlichkeiten

### Töchter und Söhne des Ortes
- Klaus Wurth (1861–1948), Theologe und Kirchenpräsident der Evangelischen Landeskirche in Baden